# Kleines Wappen des Russischen Kaiserreichs

Kleines Wappen des Russischen Reichs

Das kleine Wappen des Russischen Reiches war in der Zeit von 1883 bis 1917 in Anwendung.
Der dreifach gekrönte schwarze Doppeladler ist ohne goldenes Wappenschild, aber mit dem Brustschild belegt, auf dem Elemente des Moskauer Wappens sind. Auf den Flügeln sind acht kleine Wappenschilde aufgelegt.
Das Wappen wurde durch das Wappen der Russischen SFSR nach der Oktoberrevolution 1917 abgelöst.

## Beschreibung
Im goldenen Wappenschild ein mit der Krone des russischen Reiches gekrönter goldbewehrter, rotgezungter schwarzer Doppeladler. Zwischen beiden Köpfen schwebt die gleiche Krone mit daran hängendem himmelblauen Band des Ordens Andreas des Erstberufenen. Der Adler hält in der rechten Klaue das russische Reichszepter und in der linken Klaue den russischen Reichsapfel.
Im roten Brustschild der heilige Märtyrer Sankt Georg, in silberner Rüstung mit wehendem blauen Mantel auf einem mit einer roten goldbefranzten Decke gesattelten aufbäumenden weißen Pferd mit goldenem Zaumzeug und goldener Mähne reitend. Unter ihm ein kriechender goldgeflügelter goldener Drache, dessen Rachen Sankt Georg mit einer Lanze durchspießt. Die Lanze endet im goldenen Kreuz (für Moskau). Der Wappenschild ist vom Orden des Heiligen Andreas des Erstberufenen umhangen.
Auf den Flügeln des Adlers liegen rechts vier und links vier Wappenschilde auf.
- Die heraldisch rechte Seite zeigt im
  - Schild 1: In Silber ein goldgekrönter, goldbewehrter, rotflügliger schwarzer Basilisk mit roter Schwanzspitze (für das Königreich Kasan).
  - Schild 2: In Rot ein goldgekrönter, goldbewehrter silberner Adler (für das Königreich Polen).
  - Schild 3: In Gold ein goldgekrönter, goldbewehrter schwarzer Doppeladler mit goldgerändertem blauen Brustschild, worin ein goldenes orthodoxes Kreuz schwebt (für das Königreich Taurien).
  - Schild 4: Eine silberne Spitze mit blauem Schildfuß spaltet in Blau und Rot,
    - rechts in Blau Erzengel Michael in silberner Rüstung mit silbernen Flügelspitzen hält in der rechten Hand ein Flammenschwert und in der linken einen silbernen Schild (für das Großfürstentum Kiew),
    - links in Rot ein hersehender aufgerichteter gekrönter goldener Löwe, der in der rechten Pranke ein silbernes langgestieltes Kreuz hält (für das Großfürstentum Wladimir),
    - die eingeschobene Spitze zeigt in Silber zwei aufgerichtete, schwarze Bären. Zwischen den zugewendete Bären einen goldenen Thron, auf dem ein goldenes Zepter und goldenes langgestieltes Kreuz schragenweise sind; drei brennenden Kerzen in einem goldenen Kerzenhalter darüber; im blauen Schildfuß zwei zugewendete silberne Fische (für das Großfürstentum Nowgorod).

- Die heraldisch linke Seite zeigt im
  - Schild 5: In Blau schwebt eine grüngefütterte goldene Königskrone über einen nach rechtszeigenden goldgeknaufte silberner Säbel mit goldener Parierstange und Griff (für das Königreich Astrachan).
  - Schild 6: Im mit Hermelin belegtem Schild zwei schwarze zugewendete aufgerichtete Zobel unter einer goldenen Palisadenkrone und zwei zum Schildfuß zeigende schragenweise gekreuzte rote Pfeile haltend (für das Königreich Sibirien).
  - Schild 7: Geviert mit eingeschobener goldener Spitze und einem goldenen Herzschild,
    - der Herzschild zeigt in Gold den heiligen Märtyrer Sankt Georg, in blauer Rüstung mit wehendem rotem Mantel, auf einem mit einer roten goldbefranzten Decke gesattelten aufbäumenden schwarzen Pferd mit (blauem ?) Zaumzeug und goldener Mähne reitend; unter ihm ein kriechender schwarzgeflügelter grüner Drache, dessen Rachen Sankt Georg mit einer roten Lanze durchspießt (für das Königreich Georgien),
    - das rechte obere Feld zeigt in Rot ein silbernes aufbäumendes Pferd, im linken Obereck und im rechten Untereck je ein silberner achtstrahliger Stern (für Iberien),
    - das linke obere Feld zeigt in Blau zwischen drei (1;2) gestellten silbernen sechsstrahligen Sternen zwei silberne zum Schildhaupt gerichtete schwarze schräggekreuzte Pfeile hinter einem goldenen, mit rotem Halbmond belegten Mittelschild (für Kabardinien),
    - Das rechte untere Feld zeigt in Gold einen grünen rauchenden Vulkan, in dem zwei zum Schildhaupt gerichtete schwarze schräggekreuzte Pfeile stecken (für Kartlien),
    - Das linke untere Feld zeigt in Gold einen aufgerichteten gekrönten roten Löwen (für Armenien),
    - In der Spitze in Gold ein rot gekleideter silberngerüsteter Krieger mit einer schwarzen Lanze auf der rechten Schulter, auf einem schwarzen galoppierenden Pferd reitend (für Tscherkessien).

  - Schild 8: In Rot ein gekrönter goldener aufgerichteter Löwe von acht silbernen Rosen umgeben, in der gepanzerten rechten Pranke ein Schwert mit goldenem Knauf, Griff und goldener Parierstange haltend und mit rechten hinteren Pranke auf der Klinge eines Säbel mit goldenem Knauf, Griff und goldener Parierstange stehend (für das Großfürstentum Finnland).